# Chipre nos Jogos Olímpicos de Inverno de 1994
Chipre participou dos Jogos Olímpicos de Inverno de 1994, realizados em Lillehammer, na Noruega. 
Foi a quinta aparição do país nos Jogos Olímpicos de Inverno, onde foi representado apenas pela esquiadora alpino Karolina Fotiadou que competiu em uma prova.

## Competidores
Esta foi a participação por modalidade nesta edição:
| Esporte      | Masculino | Feminino | Total |
| ------------ | --------- | -------- | ----- |
| Esqui alpino | 0         | 1        | 1     |
| Total        | 0         | 1        | 1     |

## Desempenho

### Esqui alpino
Masculino
| Atleta            | Evento  | Descida 1 | Descida 1 | Descida 2 | Descida 2 | Total   | Total | Ref.  |
| Atleta            | Evento  | Tempo     | Pos.      | Tempo     | Pos.      | Tempo   | Pos.  | Ref.  |
| ----------------- | ------- | --------- | --------- | --------- | --------- | ------- | ----- | ----- |
| Karolina Fotiadou | Super G | —         | —         | —         | —         | 1:43.97 | 46º   | [ 3 ] |

Legenda
| Recorde mundial      | Recorde mundial (World record)               |                       | Recorde africano                      | Recorde africano (African) |                                           | Q | Classificado por posição (Qualified) |
| Recorde olímpico     | Recorde olímpico (Olympic record)            | Recorde da América    | Recorde da América (Americas)         | q                          | Classificado por melhor tempo (Qualified) |   |                                      |
| Melhor marca do ano  | Melhor marca do ano (World leading)          | Recorde asiático      | Recorde asiático (Asian)              | DNS                        | Não largou (Did not start)                |   |                                      |
| Recorde nacional     | Recorde nacional (National record)           | Recorde europeu       | Recorde europeu (European)            | DNF                        | Não terminou (Did not finish)             |   |                                      |
| Recorde pessoal      | Recorde pessoal do atleta (Personal best)    | Recorde da Oceania    | Recorde da Oceania (Oceania)          | DSQ / DQ                   | Desclassificado (Disqualified)            |   |                                      |
| Recorde da temporada | Recorde da temporada do atleta (Season best) | Recorde sul-americano | Recorde sul-americano (South America) | NM                         | Sem marca (No mark)                       |   |                                      |